# Карабутак (приток Урала)
Карабутак (в верховье Ащибутак; устар. Воровская) — река в России, протекает по Челябинской области. Устье реки находится в 2217 км по левому берегу реки Урал (Верхнеуральское водохранилище). Длина реки составляет 26 км.

## Данные водного реестра
По данным государственного водного реестра России относится к Уральскому бассейновому округу, водохозяйственный участок реки — Урал от истока до Верхнеуральского гидроузла, речной подбассейн реки — подбассейн отсутствует. Речной бассейн реки — Урал (российская часть бассейна).
Код объекта в государственном водном реестре — 12010000112112200001634.